# 여성 사정

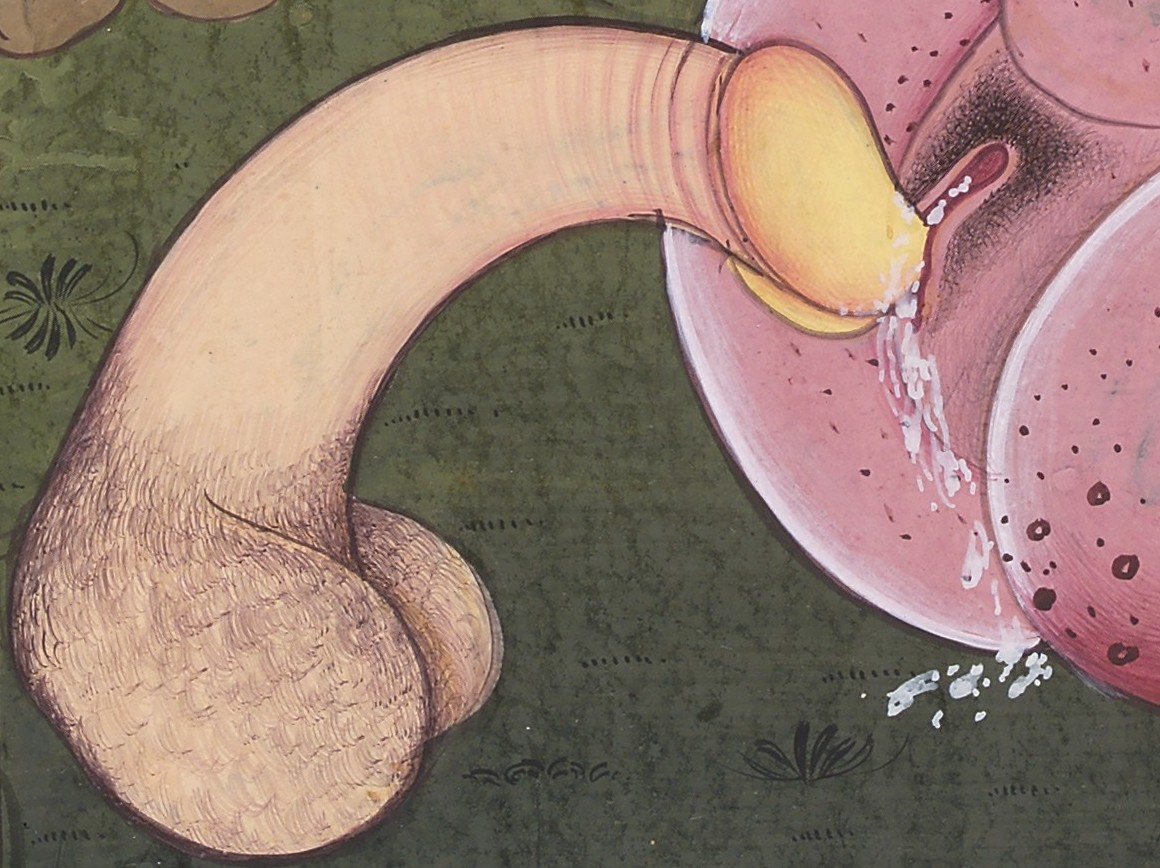

여성 사정(female ejaculation)은 여성이 자극을 통하여 오르가즘이나 그 이전에 요도나 스킨 선 주변에 정액 비슷한 하얀 액체가 분출되는 현상을 말한다.
개인에 따라 편차가 존재하지만 일부 여성들은 오줌이 나오는 요도 주변, 특히 스킨 선 주변을 마사지할 때 쾌감과 오르가즘을 경험했다는 견해도 있다. 이는 스킨 선이 일부 성인지에서 G-스팟이라고 불리는 계기가 되었다.
영어로는 squirting, 일본어로는 고래의 물뿜기를 뜻하는 시오후키(潮吹き 또는 しおふき)라고 부른다.

## 같이 보기
- 사정
- 자위
- G-스팟
- 질 분비물
- 질 윤활제
- 시오후키